# Les Dents du lac
Les Dents du lac (Quagmire) est le 22e épisode de la saison 3 de la série télévisée X-Files. Dans cet épisode, Mulder et Scully enquêtent sur une série de disparitions dans un lac de Géorgie, que Mulder attribue à un monstre marin du folklore local.
L'épisode a été écrit avec le concours de Darin Morgan, notamment pour une longue scène de dialogue entre Mulder et Scully qui en constitue le cœur, et fait ainsi quelques références aux épisodes précédemment écrits par ce scénariste. Il a été globalement bien accueilli par la critique.

## Résumé
En Géorgie, dans la région des montagnes Blue Ridge, les biologistes Paul Farraday et William Bailey se disputent à propos d'une grenouille locale menacée d'extinction. Peu après, Bailey est traîné dans le lac et tué par une créature. Mulder et Scully se rendent sur les lieux pour enquêter sur sa disparition ainsi que celle du chef d'une patrouille de boy-scouts. Mulder pense qu'un animal du folklore local surnommé Big Blue, un genre de plésiosaure, est derrière ces disparitions. Après avoir interrogé le professeur Farraday, les deux agents visitent les rives du lac lorsqu'un pêcheur découvre la moitié inférieure du corps du chef de patrouille.
Dans la nuit, le propriétaire d'un magasin de souvenirs est occupé à faire de fausses empreintes de Big Blue quand il est tué de la même manière que Bailey. Mulder veut faire boucler le lac après cette nouvelle disparition mais le shérif affirme ne pas avoir assez d'effectifs pour cela. Le lendemain, c'est un plongeur qui est attaqué, seule sa tête étant retrouvée ; puis un photographe passionné de Big Blue qui disparaît. Le shérif fait boucler le lac après être tombé à l'eau et avoir senti quelque chose le frôler. Plus tard dans la soirée, Scully promène son chien Queequeg lorsque celui-ci s'enfuit hors de sa vue et disparaît à son tour.
Mulder et Scully louent un bateau et partent de nuit sur le lac. Heurté par quelque chose, le bateau coule, et les deux agents se réfugient sur un rocher. Après avoir eu une longue conversation, ils sont trouvés par Farraday et s'aperçoivent que le rivage était tout proche. Mulder émet la théorie que c'est la baisse brutale de la population de grenouilles qui pousse la créature à chercher de la nourriture plus près du rivage. Farraday est attaqué peu après mais réussit à s'enfuir. Mulder traque la bête et la tue après avoir vidé son chargeur sur elle. Il s'avère alors, à la grande déception de Mulder, qu'il s'agissait d'un alligator. Peu après le départ de Mulder et Scully, une nageoire, sans doute celle de Big Blue, apparaît brièvement dans le lac.

## Distribution
- David Duchovny : Fox Mulder
- Gillian Anderson : Dana Scully
- Chris Ellis : le shérif Lance Hindht
- Timothy Webber : le professeur Paul Farraday
- Tyler Labine

## Production

### Préproduction
Kim Newton signe avec cet épisode son second scénario pour X-Files, mais Darin Morgan lui prête main-forte sans être crédité, notamment pour l'écriture de la longue scène de conversation entre Mulder et Scully sur le rocher.
L'épisode comporte par conséquent plusieurs références à d'autres scénarios de Morgan : Queequeg, le chien que Scully a adopté à la fin de Voyance par procuration, est tué dans cet épisode ; et le personnage du jeune camé interprété par Tyler Labine était déjà apparu dans La Guerre des coprophages,. Par ailleurs, le comté fictif de Millikan où se déroule l'histoire est nommé ainsi d'après le directeur de casting Rick Millikan ; alors que Patricia Rae, le nom du bateau que louent Mulder et Scully, est aussi celui de la mère du réalisateur Kim Manners ; et que le lac Heuvelmans est baptisé ainsi en hommage à Bernard Heuvelmans, considéré comme le père fondateur de la cryptozoologie.

### Tournage

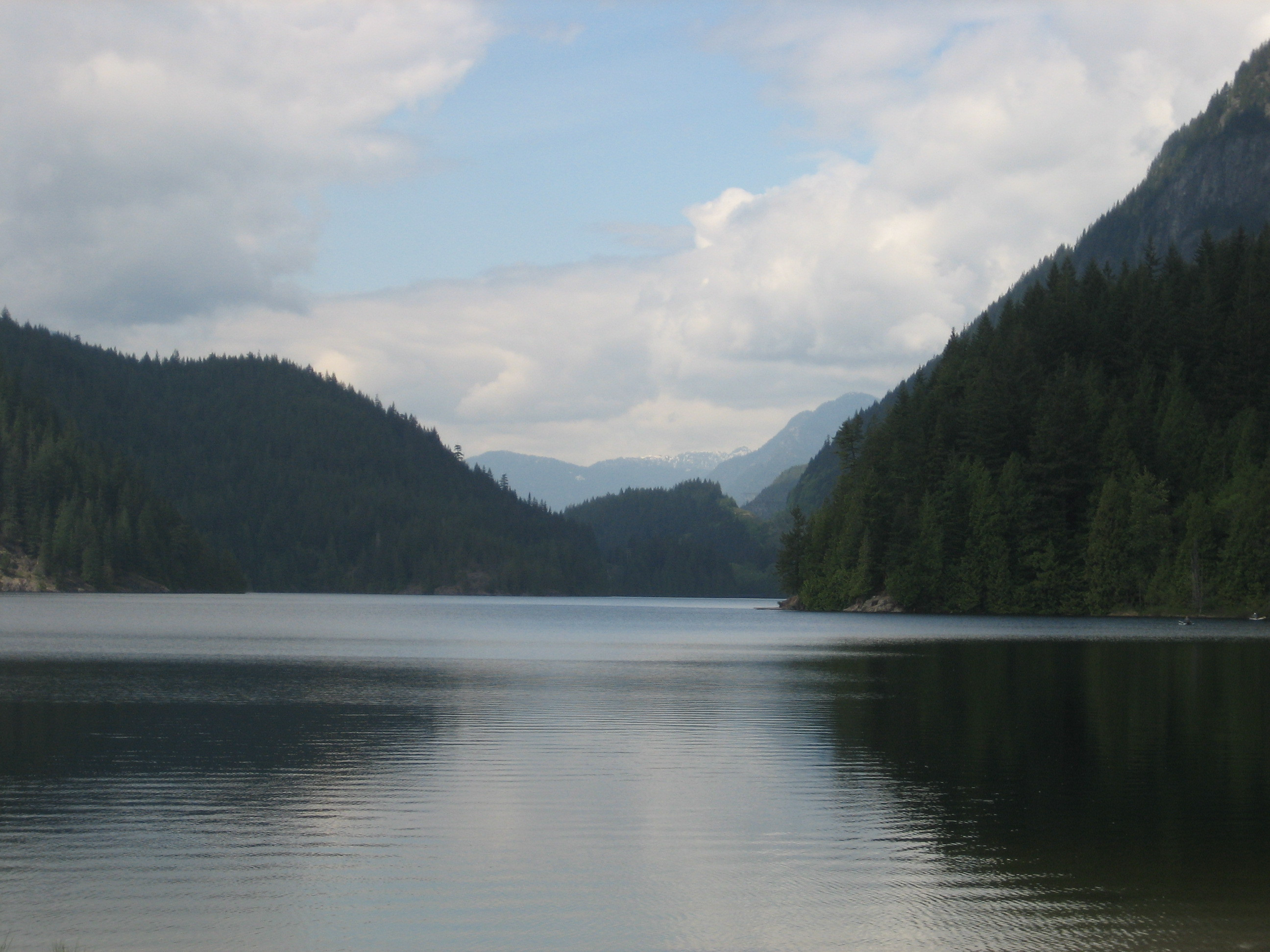
Une vue du lac Buntzen, où ont été tournées certaines scènes de l'épisode.

Les extérieurs de l'épisode sont tournés dans la région de trois lacs de la Colombie-Britannique : le lac Buntzen, au nord de Coquitlam, pour les scènes dans les marécages ; le lac Pitt, au nord de Pitt Meadows, pour celles sur l'appontement et à la boutique de souvenirs ; et le lac Rice, dans le district de North Vancouver, pour la dernière scène. Celle-ci, qui montre fugitivement la nageoire de Big Blue, est initialement filmée avec un serpent de mer en caoutchouc tiré par un bateau mais l'équipe de production est mécontente du résultat. L'image est donc retouchée numériquement mais le plan demeure peu satisfaisant. Le plan définitif de Big Blue est alors entièrement recréé par infographie.
Le réalisateur Kim Manners se déclare particulièrement satisfait de l'humour de l'épisode et des interactions entre Mulder et Scully, qui constituent d'ailleurs l'essentiel du troisième acte – la scène sur le rocher – ce qui est selon lui aussi original qu’intéressant. Cette scène de conversation sur le rocher est tournée sur un roc artificiel installé dans un bassin de simulation de vagues. Elle comporte environ dix pages de dialogue, et Gillian Anderson déclare à son sujet : « elle était très amusante ainsi que très bien écrite... C'était génial de nous voir éloignés de tout, et coincés sur cet îlot où nous pouvions philosopher et nous parler à cœur ouvert d'une étrange manière ».

## Accueil

### Audiences
Lors de sa première diffusion aux États-Unis, l'épisode réalise un score de 10,2 sur l'échelle de Nielsen, avec 18 % de parts de marché, et est regardé par 16 millions de téléspectateurs.

### Accueil critique
L'épisode a reçu des critiques globalement positives. Zack Handlen, du site The A.V. Club, lui donne la note de A-, décrivant de manière positive l'intrigue autour du monstre mais mettant surtout en avant la qualité des interactions entre Mulder et Scully tout au long de l'épisode et notamment leur longue conversation qui « distingue » l'épisode d'un « monstre-de-la-semaine » standard. Dans leur livre sur la série, Robert Shearman et Lars Pearson lui donnent la note de 4/5, le qualifiant de « charmant petit bijou » à l'ambiance « assez magique » et saluant l’interprétation des deux acteurs principaux. Pour John Keegan, du site Critical Myth, qui lui donne la note de 8/10, l'épisode propose un « examen convaincant des problèmes psychologiques que Mulder et Scully traînent avec eux tout au long de cette saison » et révèle à quel point « ils dépendent tous les deux l'un de l'autre ». Paula Vitaris, de Cinefantastique, lui donne la note de 3/4, évoquant un épisode « en partie Les Dents de la mer, en partie Le Monde perdu et en partie Buster Keaton » et louant la longue scène de conversation entre Mulder et Scully mais regrettant que le dernier plan de l'épisode « détruise toute l’ambiguïté de l'histoire ». Le site Le Monde des Avengers estime que « cet épisode éminemment abouti met particulièrement en avant Mulder et Scully » et offre, en plus d'« un beau suspense et un rythme haletant », « des passages très amusants où les scènes gores typiques des productions similaires apparaissent toujours réalisées sur un ton subtilement ironique, proches du pastiche ».
Le magazine Entertainment Weekly, qui lui donne la note de C, délivre une critique beaucoup plus mitigée, critiquant le « monstre-de-la-semaine » et affirmant que l'épisode est « seulement notable pour la digression de Mulder et Scully sur Moby Dick ».

### Distinctions
L'épisode est récompensé en 1996 par l'Environmental Media Association du prix du « meilleur épisode de série télévisée dramatique comportant un message écologique ».